# 下版
下版（げはん）とは、印刷物の作業工程で、発注主側が印刷内容を確認して、印刷の実行段階に移行することを確認・承認・依頼することである。
印刷の方式、時代による技術段階により、内容は異なる。
発注主側による編集・校正を反映した製版工程が、印刷発注主側による青焼き校正や色校正の校了や責了によって完了し、完成した製版フィルムを次工程である印刷工程（厳密には刷版工程）に引き渡すことを指す。（21世紀にはいってからは、フィルムを作らずに、デジタルデータでやりとりする場合が多い。つまり、データから刷版を焼く）実務的には、それ以降のインキ・印刷機・印刷用紙の手配・確保・納入等や、その先の、刷本の折工程や綴じ工程の手配・確保・納入等までをも含めての川下側（製造部門）での作業の進行にゴーサインを出す用語でもある。